# Kernenergiecentrale Shimane
Kernenergiecentrale Shimane (Japans: 島根原子力発電所, Shimane genshiryoku hatsudensho) is een kerncentrale in de stad Matsue in de prefectuur Shimane in Japan. De centrale beschikt over 3 reactoren en kan een vermogen van 2653 MW produceren.
Fugen ·
Fukushima I ·
Fukushima II ·
Genkai ·
Hamaoka ·
Higashidōri ·
Ikata ·
JPDR ·
Kashiwazaki-Kariwa ·
Mihama ·
Monju ·
Oi ·
Oma ·
Onagawa ·
Sendai ·
Shika ·
Shimane ·
Takahama ·
Tokai ·
Tomari ·
Tsuruga